# Tethyshadros
Tethyshadros é um gênero de dinossauro do Cretáceo Superior da Itália. Há uma única espécie descrita para o gênero Tethyshadros insularis.